# Ah, como era boa a Ditadura...
Ah, como era boa a Ditadura... é um livro de charges de Luiz Gê lançado em 2015 e que traz obras suas publicadas no jornal Folha de S. Paulo a partir de 1981 sobre o governo de João Figueiredo, último presidente do regime militar brasileiro. O livro, lançado pela editora Quadrinhos na Cia, traz um texto introdutório que explica o contexto histórico no qual as charges estão inseridas. O livro ganhou o Troféu HQ Mix de 2016 na categoria "melhor publicação de humor gráfico".